# Ings Beck
Der Ings Beck ist ein Wasserlauf in Lancashire, England. Er entsteht südlich von Rimington und fließt in westlicher Richtung. Bei seinem Treffen mit dem Swanside Beck bildet er den Smithies Brook.
Der Wasserlauf markiert die Grenze zwischen der Civil parish Twiston und der Civil parish Rimington. Bis 1974 lag Rimington in North Yorkshire und Twiston in Lancashire, doch nun gehören beide zu Lancashire.